# Sphagesaurus
Sphagesaurus is een geslacht van uitgestorven sphagesauride notosuchide Crocodylomorpha uit het Laat-Krijt van het zuidwesten van São Paulo, Zuid-Brazilië.

## Soorten en ontdekking
Sphagesaurus werd voor het eerst beschreven en benoemd in 1950 door Llewellyn Ivor Price en de typesoort is Sphagesaurus huenei. De geslachtsnaam is afgeleid van het Oudgrieks σφαγή, sphagè, 'slacht'. De soortaanduiding eert Friedrich von Huene. Sphagesaurus huenei werd beschreven door Price (1950) op basis van twee losse molariforme maxillaire tanden, het holotype DGM 332-R en het toegewezen exemplaar DGM 333-R. Het holotype werd gevonden bij een spoorlijn tussen de steden Presidente Bernardes en Santo Anastacio in de staat São Paulo, terwijl DGM 333-R werd gevonden in de buurt van de stad São Paulo in Catanduva, beide in lagen van de Bauru Group. Bertini et alii (1993) verwezen de losse molariforme tand URC-R 015 van vindplaats 99 van de Adamantina-formatie, naar Sphagesaurus huenei, en verwezen de DGM-specimina naar dezelfde formatie.
Kellner et alii (1995) en Kellner & Campos (1999) wezen DGM 1411-R, een bijna compleet maar verbrijzeld voorste deel van de schedel en onderkaak, voorlopig toe aan Sphagesaurus huenei en vervolgens aan een Sphagesaurus sp. Het werd gevonden in de buurt van de stad Presidente Prudente in het zuidwesten van São Paulo, van de Adamantina-formatie van het Bauru-bekken. Het werd toegewezen aan de nieuwe soort Caryonosuchus pricei door Kellner et alii (2011). Ze beschouwden ook het typemateriaal van Sphagesaurus huenei als niet-diagnostisch, waardoor de soort een nomen dubium werd.
Pol (2003) beschreef het enige diagnosticeerbare exemplaar RCL-100, een bijna complete schedel, die momenteel wordt beschouwd als behorend tot Sphagesaurus. Het bestaat uit de snuit, oogkassen en slapen, met uitzondering van de dorsale elementen. Een mandibulair fragment dat overeenkomt met de symfyse van de onderkaken werd gevonden in natuurlijke occlusieve positie. Het exemplaar werd verzameld in de sedimenten van de Adamantina-formatie tijdens de bouw van het nieuwe treinstation van de stad São Paulo in Buenópolis.
De tweede soort Sphagesaurus montealtensis is ook beschreven uit het Laat-Krijt van Brazilië. Het werd benoemd door Marco Brandalise de Andrade en Reinaldo J. Bertini in 2008, op basis van MPMA 15-001/90, een bijna volledige schedel met onderkaken bewaard in occlusie. Het werd verzameld in de plaats Bairro Cachoeira aan de voet van de Serra da Água Limpa, ongeveer acht kilometer ten noordwesten van de stad Monte Alto in het noorden van São Paulo, van de Adamantina-formatie. In 2013 werd dit exemplaar opnieuw toegewezen aan het nieuwe maar nauw verwante Notosuchia-geslacht Caipirasuchus, waardoor de combinatio nova Caipirasuchus montealtensis ontstond. De typesoort Caipirasuchus paulistanus van het geslacht is alleen bekend van het holotype-exemplaar MPMA 67-0001/00, een bijna volledige en onvervormde schedel en onderkaak met tanden (slechts drie tanden ontbreken) en gedeeltelijk postcraniaal skelet, van een enkel individu. Het werd gevonden op de boerderij van São Francisco, in Homem de Mello, het landelijke gebied van Monte Alto County, ook van de Adamantina-formatie. Sphagesaurus montealtensis werd opnieuw toegewezen aan Caipirasuchus op basis van een nieuw ontdekt exemplaar. MPMA 68-0003/12 bestaat uit een bijna volledige schedel en onderkaken en een achterste deel van het postcraniaal skelet. Het werd ontdekt in de gemeente Catanduva, in het noorden van São Paulo, van de Adamantina-formatie. Ten minste vijf synapomorfieën verenigen de soort, en een fylogenetische analyse wees uit dat ze zustertaxa waren.